# Вантажно-пасажирський поїзд
Вантажно-пасажирський поїзд — група вантажних та пасажирських вагонів на чолі з локомотивом. Призначений для перевезення вантажів і пасажирів на малозавантажених та віддалених ділянках залізниць.

## Історія

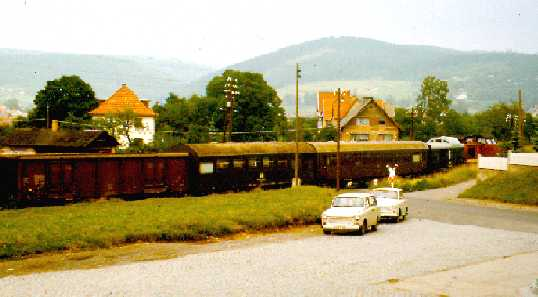
Вантажно-пасажирський поїзд на станції Фло-Зелігенталь, Німеччина

Із початком розвитку залізничного транспорту всі потяги мали ознаки вантажно-пасажирських. У складі кожного з потягів були пасажирські, вантажні та поштові вагони. Однак із розвитком залізниць та загальним економічним ростом потяги почали поділяти на пасажирські та вантажні, оскільки вигідніше та доречніше формувати поїзди різними типами вагонів на окремих сортувальних станціях. До того ж обробка великих об'ємів вантажів призводила б до затримок у графіку пасажирів. Поштові вагони входили до складів як пасажирських, так і вантажних поїздів.
Нині вантажно-пасажирські потяги використовуються переважно на малозавантажених та віддалених ділянках залізниць, у тому числі на вузькоколійних, де об'єми вантажних та пасажирських перевезень відносно невисокі. Об'єднання груп вагонів робить перевезення на таких ділянках більш рентабельними.